# Ospedale del Cuore
L'ospedale del Cuore, un tempo chiamato Ospedale pediatrico apuano, è situato sulla via Aurelia a Massa.

## Storia
Agli inizi degli anni sessanta i comprensori apuano e versiliese decidono di costruire un ospedale pediatrico, data l'assoluta insufficienza del reparto di pediatria dell'ospedale viareggino: a tal fine il 20 agosto del 1965 viene ufficialmente creato un Consorzio per la costruzione del centro pediatrico ospedaliero, coordinato e animato dal professor Gaetano Pasquinucci il cui ruolo e la cui consulenza saranno fondamentali per la progettazione del nuovo edificio. Dopo aver inizialmente pensato a un'area nel litorale del comune di Massa, viene finalmente scelto un lotto nell'immediata periferia del capoluogo, di notevole valore sia paesaggistico che panoramico.
Il 31 luglio del 1968 si dà formale incarico agli architetti Domenico Cardini, Ilo Dati e Franco Mazzucchi di apprestare, con la consulenza medica di Pasquinucci, il progetto generale ed esecutivo del primo stralcio; tale progetto viene approvato dal Comune il 18 marzo dell'anno successivo e dal provveditorato alle Opere pubbliche il 6 ottobre del 1970 (costo del "primo lotto funzionale" 700 milioni). I lavori, affidati alla ditta Pessina di Milano con contratto di appalto del 28 agosto 1971, vengono ufficialmente iniziati l'8 ottobre di quell'anno. Il sopraggiungere di alcune difficoltà - rapido aumento dei costi a seguito dell'inflazione, definizione di un piano ospedaliero regionale sul modello dell'ospedale Unico e Generale, difficoltà di reperimento di ulteriori finanziamenti - rende necessaria la interruzione dei lavori nell'aprile del 1975: fino a quel momento era stato realizzato il rustico dei due corpi verso valle, la piastra a corte dei servizi ed il corpo verso est.
Nel novembre del 1976 Pasquinucci redige, con la collaborazione del Cnr e dell'università, un nuovo programma che viene approvato nel marzo del 1978 dal Consiglio regionale con conseguente erogazione di nuovi fondi. Viene pertanto elaborato dai progettisti un piano di completamento dell'esistente sulle nuove indicazioni funzionali, abbandonando la grande struttura a scheletro già costruita, e i lavori sono nuovamente avviati nell'agosto del 1979. Il primo lotto viene inaugurato nella primavera del 1990.
L'attuale ospedale non è che una porzione del sistema, ben più ampio ed articolato, progettato da Cardini e Mazzucchi nel 1971-72: per motivi economici e per l'eccessivo sovradimensionamento dell'impianto rispetto alle reali esigenze non sono e non saranno realizzati il terzo nucleo verso ovest (corpo degenze e servizi) e i due ulteriori corpi per degenze attestati verso monte ai due lati del nucleo destinato alle sale operatorie. Il 31 maggio 2023, è stato inaugurato il nuovo blocco operatorio, in sostituzione a quello precedente, utilizzato fin dagli anni '90
Il 22 aprile 2024 viene presentata, con una scultura nel giardino all'ingresso dell'ospedale, la mascotte ufficiale Aisha, una simpatica scimmietta blu alla quale Paola Cortellesi ha prestato la voce.

## Descrizione
L'ospedale è situato in una zona di notevole valore paesaggistico, situata all'estremità orientale dell'abitato di Turano, propaggine periferica della città di Massa. Il lotto, un'area in leggero declivio terrazzata e coltivata ad ulivi, è delimitato a ovest dal Canalmagro e a sud dalla via Aurelia - costituente un rapido asse di collegamento con l'intero territorio apuano e versiliese e con il sistema autostradale - e è circondato, a est come a nord, dalla macchia boscata del sistema collinare che anticipa le Apuane: alle spalle la collina di Montepepe e a lato quella di Montignoso dominata dall'omonimo castello. L'edificio, che grazie allo sviluppo orizzontale dei volumi si adatta perfettamente al naturale andamento del terreno, è ubicato in modo tale da sfruttare al meglio l'affaccio meridionale verso il mare (zona delle degenze) e quello settentrionale verso la collina (zona dei servizi).

### Esterno
Il complesso presenta un impianto articolato e una volumetria compatta, su tre livelli fuori terra, a prevalente sviluppo orizzontale, così che esso si adatta, senza emergerne, all'orografia del terreno. L'edificio si compone di una serie di volumi, formanti un reticolo ortogonale all'asse di via Aurelia e del mare, caratterizzati dal disegno orizzontale delle facciate e attestati a valle e a monte della centrale stecca dei servizi, sorta di spina dorsale longitudinale parallela all'asse stradale.

#### Fronte verso il mare
I due corpi verso il mare, perpendicolari all'asse centrale, sono connotati dal motivo plastico dei pilastri con sovrastanti massicce mensole, ai primi due livelli, e dalle ampie finestrature - in parte a nastro, in parte binate - intervallate da corpi in muratura: l'articolazione ritmica della mensole in cemento, sulle quali si impostano le scale di collegamento, e delle campiture completamente trasparenti delle vetrate è particolarmente riuscita al secondo livello, destinato all'attesa dei genitori dei pazienti. I tre corpi verso monte si configurano invece come altrettanti complessi a corte e si differenziano, rispetto a quelli verso valle, per il più semplice impaginato delle facciate, risolto con la semplice sovrapposizione delle fasce orizzontali delle campiture in cemento faccia vista dei parapetti e delle finestre a nastro.

#### Fronte verso valle
Il fronte verso valle è maggiormente connotato rispetto agli altri: oltre ai due volumi con pilastri e mensole dal caratteristico profilo a farfalla, il fronte principale presenta anche un percorso porticato, con pilastri metallici circolari, a raccordo tra i diversi nuclei, e alcune soluzioni plastiche interessanti quali il volume a un piano absidato adiacente all'ingresso e la scansione dell'angolo sud-orientale, dove un pilastro circolare emerge dalla cortina vetrata, lievemente arretrata rispetto al piano sovrastante, del corpo degli uffici.

### Interno
Dal fronte meridionale, nell'angolo d'innesto fra la stecca e il volume ortogonale, si accede all'ampia sala dell'accettazione, assai bel illuminata e ritmata dai pilastri circolari, attorno alla quale si distribuiscono, verso est, la cappella (a pianta rettangolare con luce zenitale nei due absidi), la sacrestia e i servizi tecnologici e, verso ovest, il centro prelievi sangue e, in posizione centrale, il corpo principale dei collegamenti verticali, situato in posizione baricentrica dell'intero sistema (gli altri corpi scala sono localizzati all'estremità orientale dell'asse longitudinale e sono attestati, in numero di quattro, sul lato nord dei nuclei a corte); al piano terra i corpi a corte sono a piloti nelle quattro ali trasversali, definendo in tal modo un ampio spazio per servizi ed autorimesse, con fronti compatti e luci a nastro nella stecca longitudinale verso monte, nella quale sono situati i magazzini, il guardaroba e la cucina.

#### Piani superiori
I due piani superiori presentano una estrema differenziazione dei percorsi, concepiti in modo tale da separare nettamente quelli per il personale, articolati ad anello attorno ai complessi a corte, da quelli per i pazienti ed i parenti: l'ampio asse longitudinale della stecca e i percorsi dei due nuclei verso valle. Al piano primo sono situati, nei due corpi verso valle, i percorsi di attesa per i parenti - dai quali partono 4 scale per ogni lato, ciascuna conducente direttamente a una coppia di camerette al piano superiore - la stecca dei servizi generali e, nei corpi a corte, gli studi dei chirurghi, gli ambulatori e, all'estremità orientale, gli uffici amministrativi.
Al piano secondo i due corpi verso valle ospitano le camere di degenza ai lati (ciascuna delle quali dotata di servizi igienici), gli spazi per il personale infermieristico al centro (in origine completamente vetrati su tutti i lati, ora in parte tamponati) così da controllare agevolmente l'intero reparto e, all'estremità meridionale, gli spazi collettivi destinati a sala giochi e salette; i corpi a corte contengono i servizi di anestesia, unità coronarica, radiologia e laboratorio di analisi mentre l'asse longitudinale dei collegamenti si conclude con un'ampia sala convegni.
Molte parti dell'edificio sono ancora a rustico - al piano terra i due corpi verso valle e una parte della stecca, destinati a trapiantologia e farmacia, al piano primo l'estremità orientale dei nuclei a corte, destinata a trapiantologia onco-ematologica - o non ancora utilizzate (al piano secondo uno dei due corpi verso valle sarà a breve destinato a degenza per adulti); il nucleo verso monte, destinato a gruppo operatorio, si configura a tutt'oggi come scheletro strutturale.

## Fortuna critica
L'opera suscita sin dalla fase del progetto un certo interesse nella critica architettonica, come dimostra il ricco articolo sulla rivista fiorentina "Necropolis" del 1972, che dell'impianto sottolinea il valore innovativo e lo studio attento dei percorsi che ne fanno un esempio di architettura ospedaliera all'avanguardia nel panorama nazionale. La critica più recente ne ha evidenziato l'articolazione volumetrica che dissolve la tradizionale struttura monolitica degli edifici ospedalieri, la ricerca tipologica e il felice inserimento territoriale - in una posizione delicata, di equilibrio tra il contesto costruito, amorfo ed indifferenziato - risolto con una felice integrazione tra nuova costruzione e preesistenze ambientali, sottolineando come la mancata esecuzione del progetto nella sua totalità ne abbia limitato la portata innovativa a livello delle relazioni sociali. Il Manfredini inoltre, nel sottolineare il ruolo espressivo affidato al sistema complesso dei percorsi, vi riscontra un tratto caratteristico della "scuola" fiorentina di Giovanni Michelucci, di cui Cardini è stato allievo, che riconosce proprio nel sistema dei percorsi uno dei fondamentali momenti di integrazione tra le diverse scale della progettazione urbana.